# وایناتو
وایناتو (به اسپانیایی: Vallenato) یکی از دو سبک محبوب در موسیقی فولکوریک کلمبیا، به همراهکومبیا، است. این موسیقی ریشه درناحیه کاراییب کلمبیا دارد. وایناتو در اصطلاح آن ناحیت به معنای "زادهٔ دره/born in the valley" است. درهٔ مذکور ناحیه‌ای میان Sierra Nevada de Santa Marta و Serranía de Perijá در شمال‌شرقی کلمبیا است. نام کسانی که شهرنشین هستند و به این سبک می‌خوانند در زبان محلی: Valledupar (خلاصه‌شدهٔ عبارت Valle de Upar – "بالای دره‌ای") است. در سال ۲۰۰۶ میلادی، دو سبک وایناتو و کومبیا در مسابقات گرمی گرایشی جدید از جایزه لاتین گرمی ساختند. یونسکو این سبک موسیقی را در فهرست میراث معنوی وناملموس خود جای داده‌است

## ابزار
این موسیقی سه آلت و ابزار ویژه و اصلی دارد:
- کاخا: درام کوچکی که میان دو کتف قرار می‌گیرد. این آلت موسیقی در سبک‌های آفریقایی ریشه دارد و از آنجا وارد موسیقی کلمبیا شده. شبیه به درام تنبوری است.
- گاچاراسا: یک تکه چوب شبیه به یک نیشکر همراه با چنگال است که هنگام ضربه زدن صدای خراش را منتشر می‌کند. این ابزار حدود ۱۸ اینچ (۴۵ سانتیمتر) طول و ۱ اینچ (۳ سانتیمتر) قطر دارد. این توسط بومیان به منظور تقلید از آهنگ گاچاراکو، پرنده‌ای منطقه‌ای، برای شکار و انجام مراسم رقص مورد استفاده قرار گرفت.
- آکاردئون: آکوردئون سه دکمه‌ای از آلمان آمده. این ابزار اروپایی در کلمبیا و پاناما بومی‌سازی شده و گونه‌ای مختص به سبک وایناتو وجود دارد

## چهار ریتم
وایناتو شامل چهار ضرب یا اصطلاحاً «هوا» است که از طریق ساختار ریتمیک آن‌ها متمایز می‌شوند و ساز و آواز ملودی که خواننده آن را می‌سازد.
- Son: سُن ریتمی شاد و آهسته است که نوازندهٔ آکاردئون در آن بایستی با دست چپ از دکمه‌ها استفاده کند.
- Paseo: پاسئو مشابه و به عبارتی زیرگونه‌ای از سُن است. سرعت آن می‌تواند متفاوت باشد و امروزه ضرب‌های گوناگونی از آن ثبت شده‌است.
- Puya: پویا تفاوت ویژه‌ای در طول ترانه‌هایش دارد. در ۴۰ سال گذشته، نوازندگان آکوردئون شروع به سریع تر کردن آن نمودند و هر یک از سه ابزار مورد استفاده در وایناتو در آن نوازنده‌ای مجزا دارد. این قدیمی‌ترین نوع از چهار «هوا» است که با ریشه‌هایی از رقص سرخ‌پوستان باستان از سیرا نوادا سانتا مارتا شناخته می‌شود.
- Merengue: مرنگوئه سبکی است که آفریقایی‌ها برای کلمبیا به ارمغان آوردند. سبک دیگری با همین نام در کشور دومینیکن وجود دارد که ارتباطی میان این دو نیست.